# Henryk Holland
Henryk Holland est un sociologue polonais né à Varsovie le 8 avril 1920 et mort 21 décembre 1961 à Varsovie. Il est au cours de sa vie journaliste, écrivain, capitaine de l'Armée populaire polonaise et militant communiste. Il est le père des réalisatrices Agnieszka Holland et Magdalena Łazarkiewicz. 
Il meurt en 1961, en tentant de s'échapper du local où le détiennent les services secrets communistes.
Cette mort est alors mentionnée par les dissidents, qui suspectent un meurtre volontaire
.

## Décorations
- Croix de chevalier de l'Ordre Polonia Restituta (13 juillet 1946)
- Croix de la Valeur
- Croix d'argent du Mérite (12 avril 1946)
- Médaille « Pour le mérite sur le champ de gloire »
- Médaille pour l'Oder, la Neisse et la Baltique
- Médaille de la Victoire et de la Liberté 1945
- URSS Médaille « Pour la victoire sur l'Allemagne dans la Grande Guerre patriotique »